# Манільська різанина
Манільська різанина (філіп. Pagpatay sa Maynila або  Masaker sa Maynila) - масове вбивство та військовий злочин японських військових проти цивільного в столиці Філіппін, Маніла. Це масове вбиство трапилось під час Битви за Манілу (3 лютого 1945 – 3 березня 1945) між японцями та союзниками в Другій світовій війні. Щонайменше від 100,000 до 240 000 цивільних було вбито під час битви, в тому числі і від прямого вбиства від рук японських солдатів.
Геноцид в Манілі став одним з найбільших військових злочинів скоєних Імперською армією Японії. Генерал японської армії, Ямашіту Томоюкі, та його заступник, Акіру Муто, бути названі відповідальними за цю різанину та інших військові злочини скоєнні японцями під час Другої світової війни. Ямашіта був страчений за рішенням суду 23 лютого 1946 року та Муто був страчений 23 грудня 1948 року.

## Кількість загиблих
Загальна кількість загиблих мирних жителів під час битви за Манілу становила близько 100 000 осіб, більша частина яких була пов'язана з масовими вбивствами японських військ. Деякі історики називають більшу кількість загиблих за всю битву, припускають, що від 100 000 до 500 000 загинули в результаті вбивства в Манілі самостійно, за винятком інших причин.

## Також дивитися
- Різанина в Нанкіні
- Марш Смерті з Батаану
- Битва за Манілу (1945)